# Triogma trisulcata
Triogma trisulcata är en tvåvingeart som först beskrevs av Theodor Emil Schummel 1829.  Triogma trisulcata ingår i släktet Triogma och familjen mellanharkrankar. Arten är reproducerande i Sverige. Inga underarter finns listade i Catalogue of Life.